# Voyage (Zoë Më-dal)
A Voyage (magyarul: Utazás) a svájci Zoë Më dala, mellyel Svájcot képviselte a 2025-ös Eurovíziós Dalfesztiválon Bázelben. A dal belső kiválasztás során nyerte el a dalversenyen való indulás jogát.

## Eurovíziós Dalfesztivál
2025. március 5-én az SRG SSR bejelentette, hogy az énekesnő képviseli az országot az Eurovíziós Dalfesztiválon. A dalt a 431 beérkezett pályamű közül több körben, egy különböző emberekből zsűri választotta ki, valamint az SRG SSR eurovíziós csapata. A dal szimfonikus zenei alapja a Budapest Scoring Orchestra közreműködésével készült el, és 2025. március 10-én jelent meg.
A dalt először a május 13-án rendezentt első elődöntőben mutatták be, a Horvátországot képviselő Marko Bošnjak Poison Cake című dala után és a Ciprust képviselő Theo Evan Shh című dala előtt. Mivel Svájc versenyzője nyerte meg az előző évi versenyt, ezért a dal az Eurovíziós Dalfesztiválon automatikusan a döntő résztvevője, ahol fellépési sorrendben tizenkilencedikként lépett fel, a Örményországot képviselő Parg Survivor című dala után és a Máltát képviselő Miriana Conte Serving című dala előtt. A zsűri szavazáson a második helyen végzett 214 ponttal (Észtországtól, Lengyelországtól és Spanyolországtól maximális pontot kapott), míg a nézői szavazáson az Egyesült Királysággal holtversenyben utolsó helyen végzett 0 ponttal, így összesítésben 214 ponttal a verseny tizedik helyezettje lett.

## Díjak
A Zeneszerzői díj kategóriában megnyerte a Marcel Bezençon-díjat.

## Dalszöveg
| Tu comprendras un jour Que les fleurs sont plus belles Quand tu les arroses Tu m’as coupé tellement de… – A dal átvezetése | Egy napon meg fogod érteni Hogy a virágok szebbek Ha meglocsolod őket Annyiszor megvágtál már… – A dal átvezetése magyarul |

## Galéria

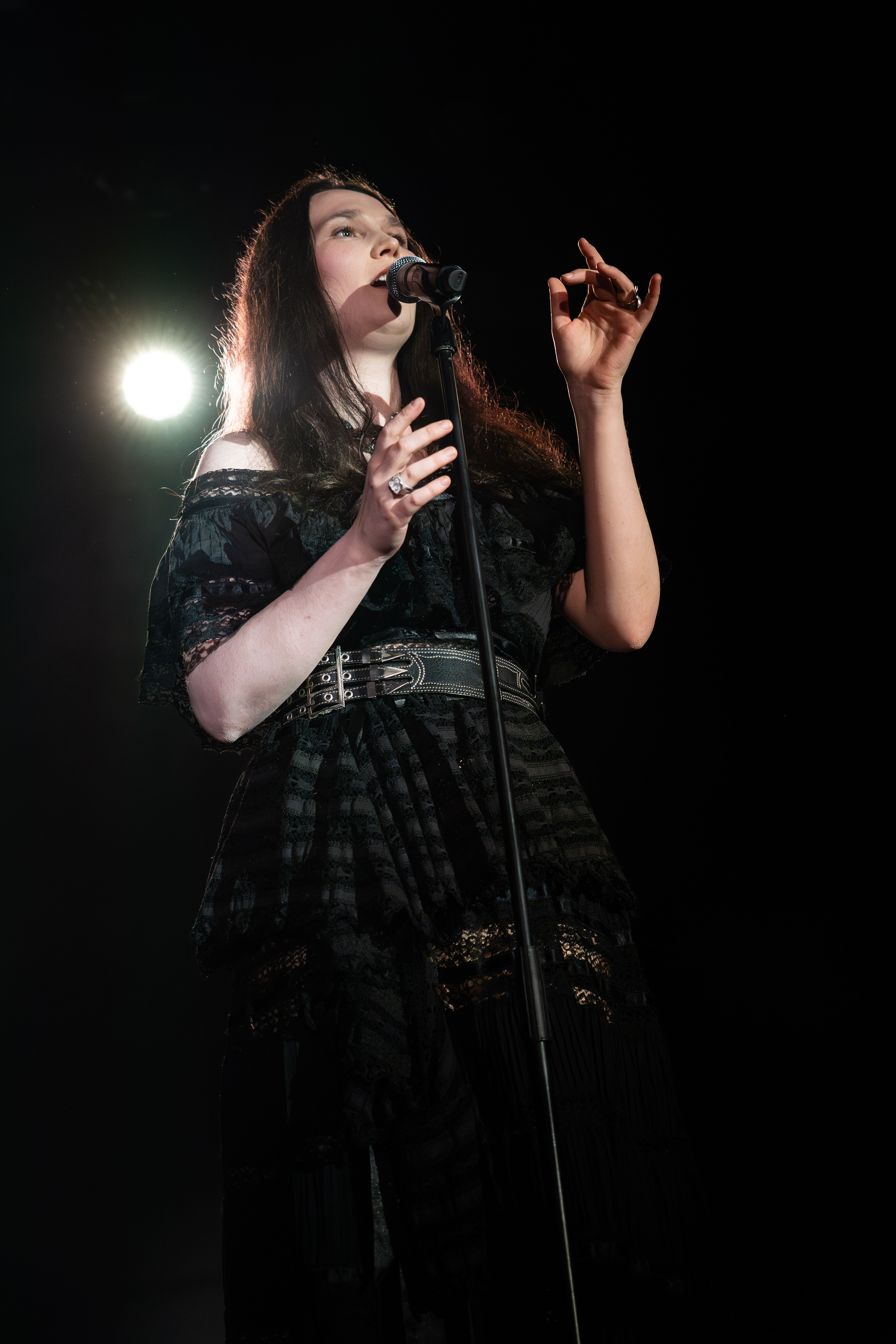
A madridi eurovíziós partin
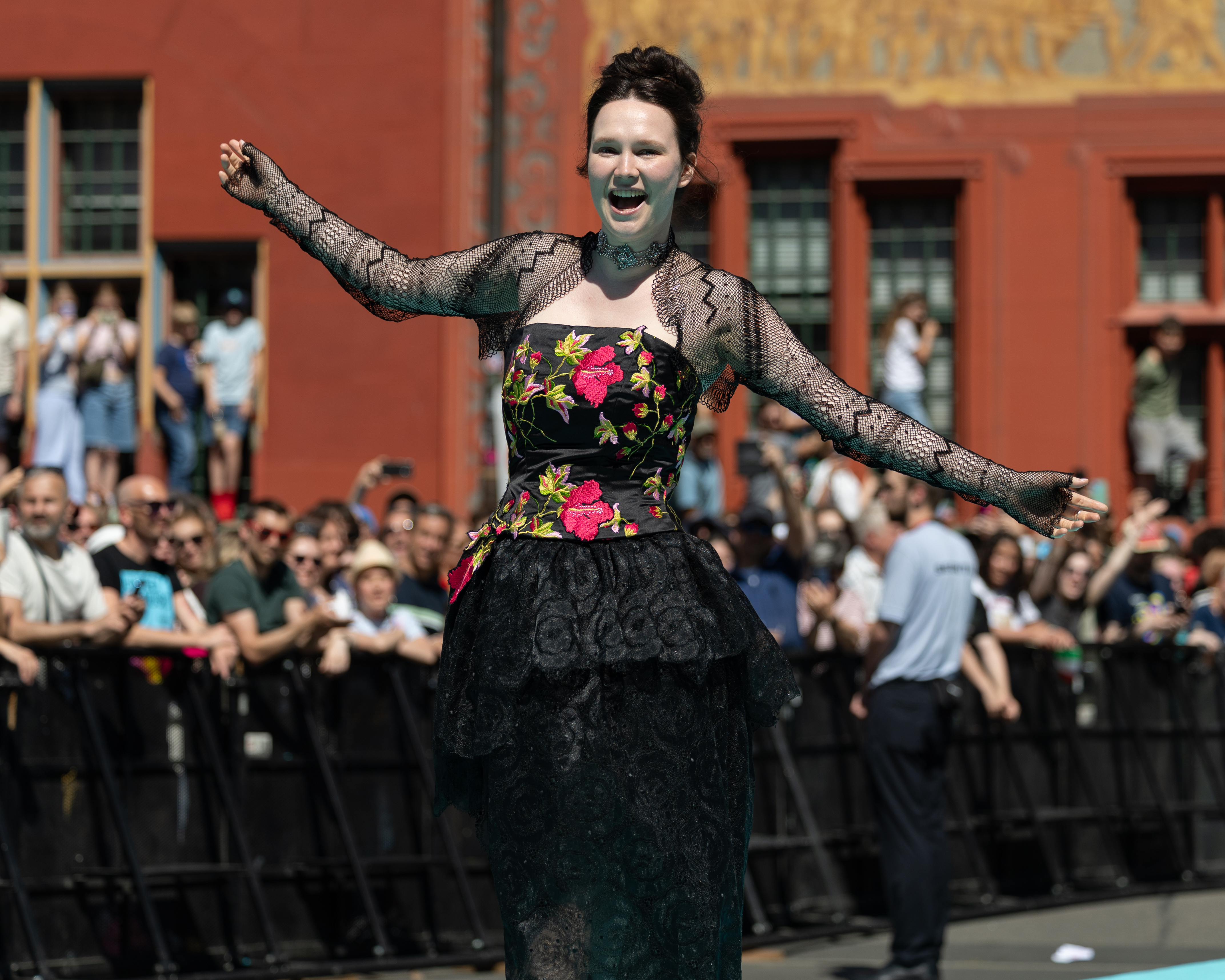
A megnyitóünnepségen
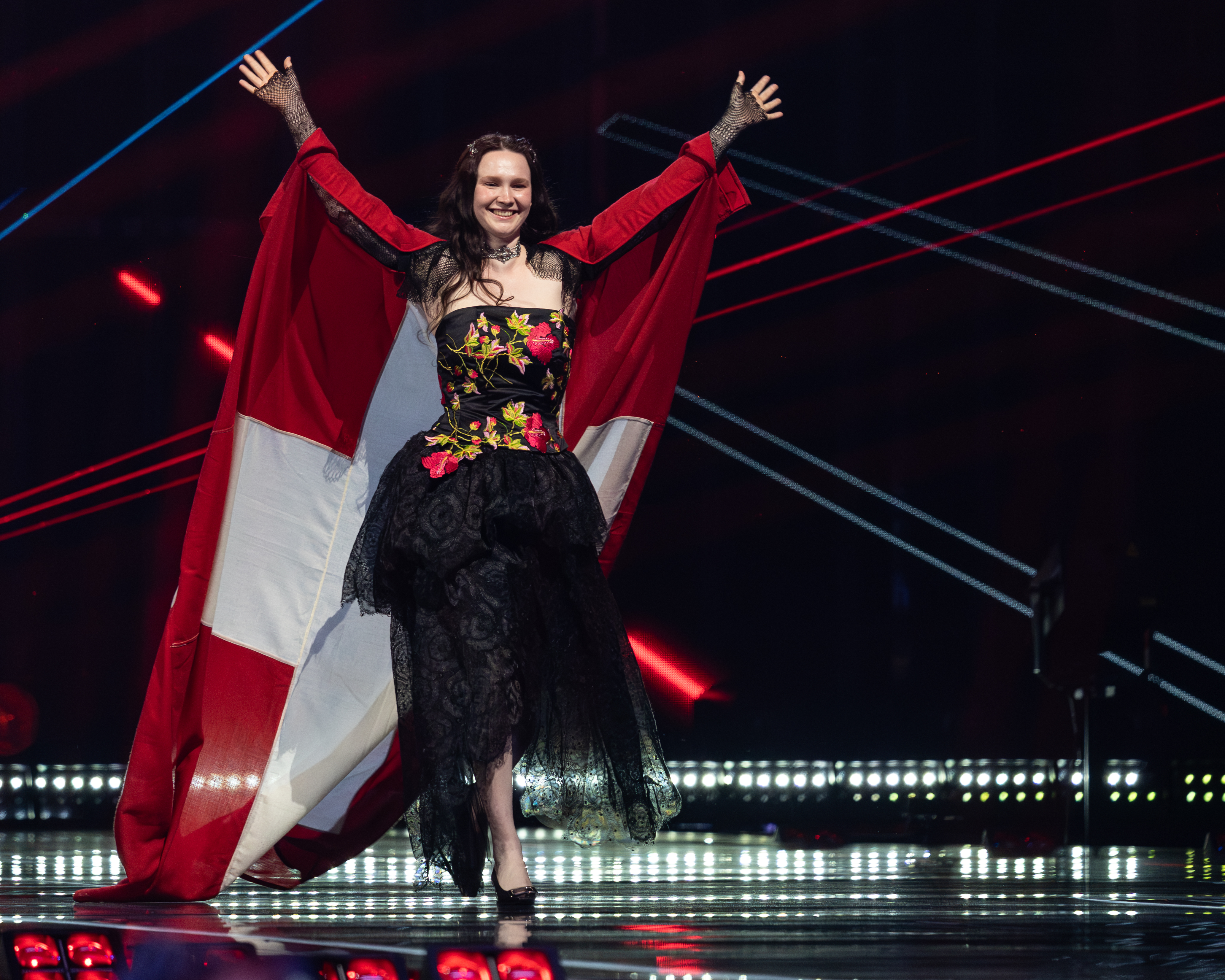
A döntő bevonulásán
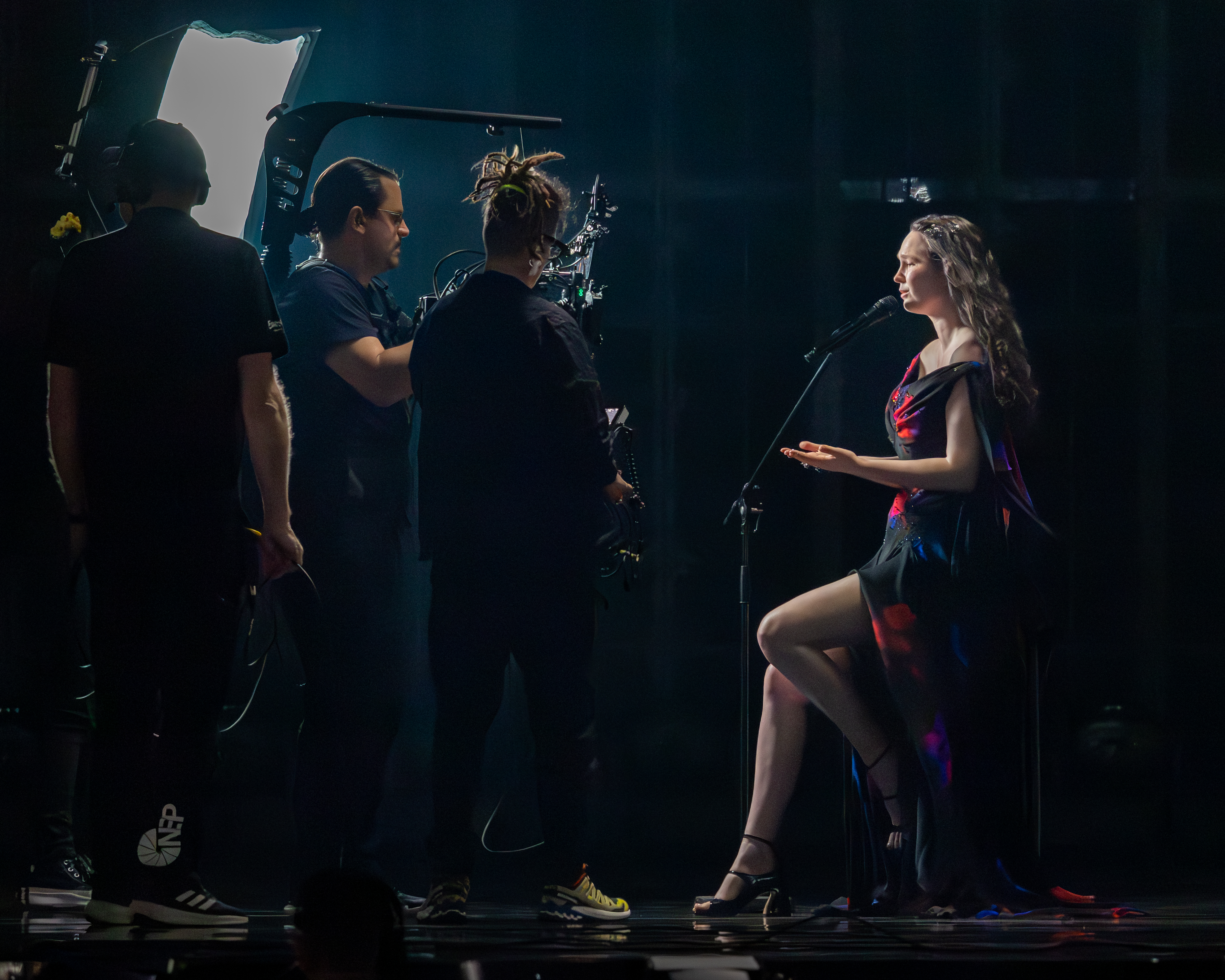
A döntőben